# Цедилин, Михаил Иванович
Михаил Иванович Цедилин (1921 — неизвестно) — советский спортсмен. Играл в футбол (защитник, полузащитник), хоккей (защитник).

## Биография
Воспитанник команды завода «Красная Этна». Работал слесарем на ГАЗе. В 1945—1947 годах играл за футбольный клуб «Торпедо» Горький во II группе первенства СССР. В 1947 году перешёл в хоккей с шайбой, стал первым капитаном «Торпедо». Провёл в команде 10 сезонов, мощный по фактуре, с хорошим катанием и техникой. Мог при необходимости играть в нападении. В сезоне 1953/54 был одним из старших тренеров «Торпедо».